# Ісмаїл Ісса Ріфаї
Ісмаїл Ісса Ріфаї (Ismail Isa Ismail Rifai) — йорданський дипломат. Надзвичайний і Повноважний Посол Йорданії в Україні за сумісництвом (від 2020).

## Життєпис
З 16 січня 2018 року — Надзвичайний і Повноважний Посол Йорданії в Туреччині
З жовтня 2018 року — Надзвичайний і Повноважний Посол Йорданії в Туркменистані
З листопада 2018 року — Надзвичайний і Повноважний Посол Йорданії в Македонії
З грудня 2020 року — Надзвичайний і Повноважний Посол Йорданії в Україні. 11 грудня 2020 року — вручив копії вірчих грамот заступнику міністра закордонних справ України Дмитру Сеніку.
11 грудня 2020 року — вручив вірчі грамоти Президенту України Володимиру Зеленському